# Matronae Aufaniae

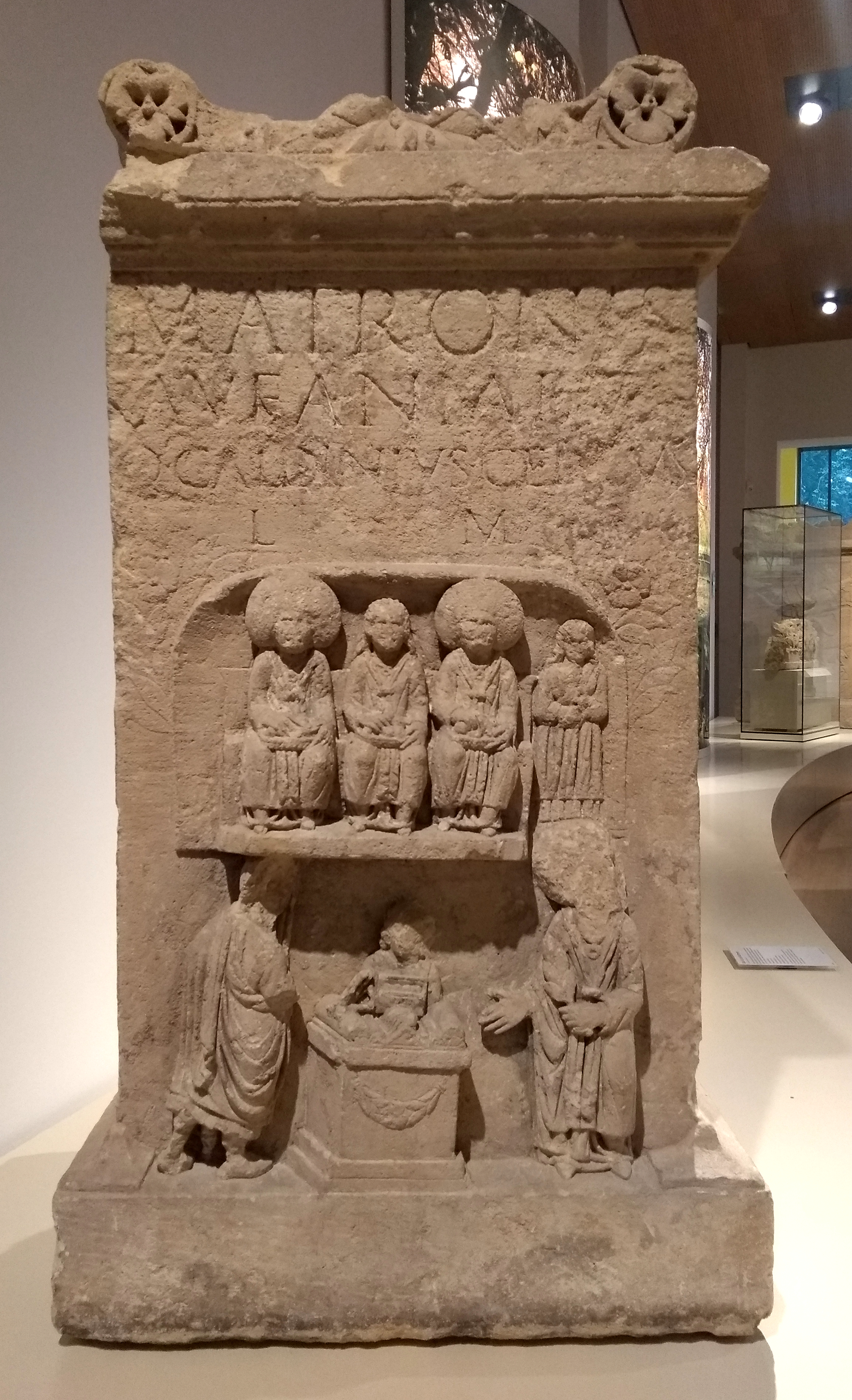
Altar der Matronae Aufaniae, gefunden unter dem Bonner Münster

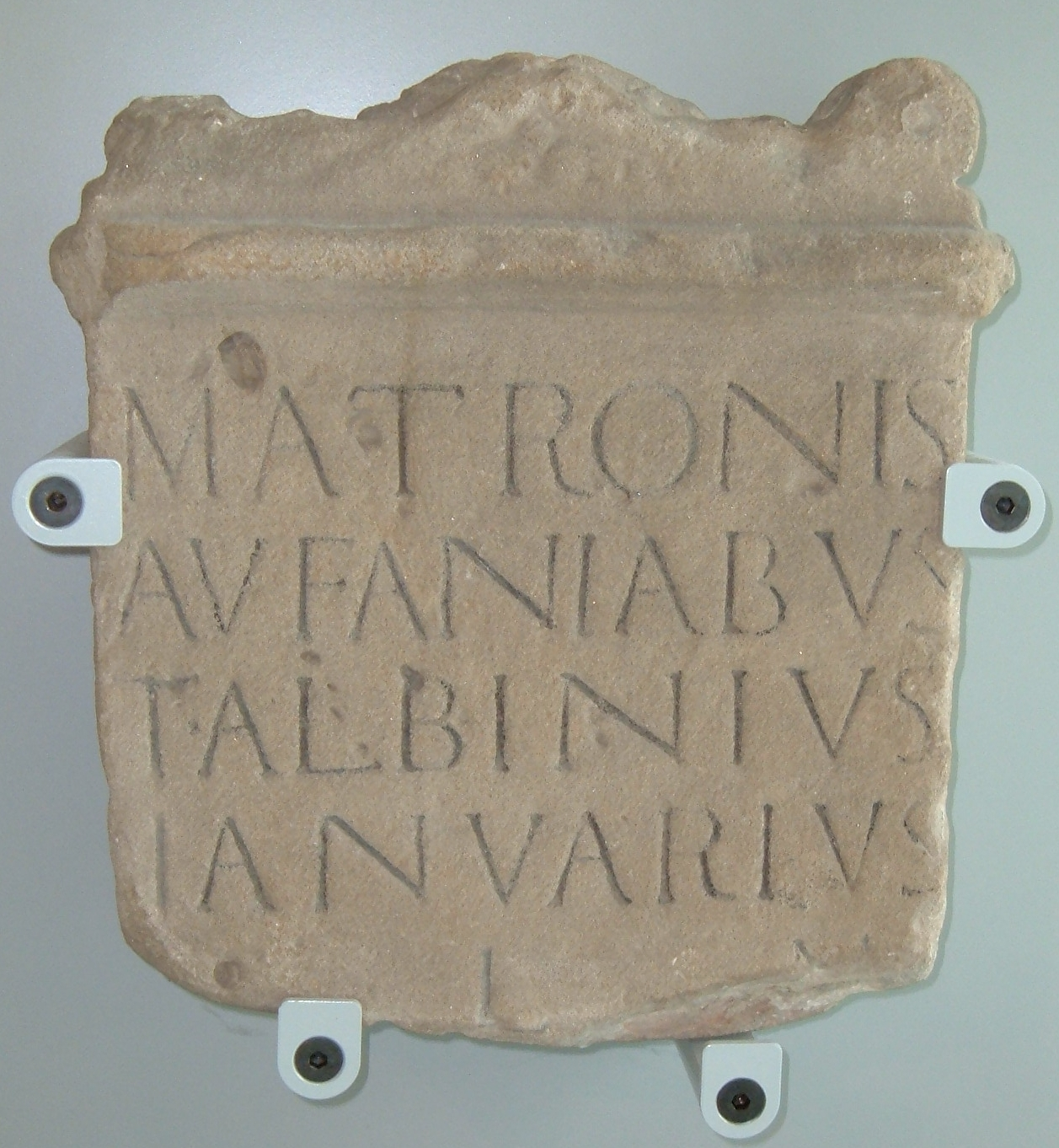
Inschrift für die Matronae Aufaniae aus Nijmegen

Die Matronae Aufaniae (auch Matres Aufaniae oder Deae Aufaniae, Dativ Plural Matronis bzw. Matris Aufaniabus)  gehören zu den durch Inschriften und bildliche Darstellungen überwiegend in der Provinz Germania inferior belegten Matronae, keltisch-römischen Muttergottheiten.
Ihre Verehrung ist für Bonn, Köln, Jülich, Nettersheim, Xanten, Zülpich, Nijmegen, Haus Bürgel bei Düsseldorf, Mainz, Lyon sowie im spanischen Carmona nachgewiesen, insgesamt durch etwa 100 in das 2. und 3. Jahrhundert zu datierende Inschriften. Kultzentren waren u. a. der Tempelbezirk Görresburg bei Nettersheim in der Eifel sowie unter dem heutigen Bonner Münster.
Die Deutung des Namens Aufaniae ist bisher nicht geklärt.